# چرا به دنیا آمدم
چرا به دنیا آمدم (به تامیلی: Naan Yen Pirandhen) و (به انگلیسی: Why was I born?) فیلمی هندی محصول سال ۱۹۷۲ و به کارگردانی ام. کریشنان است. در این فیلم بازیگرانی همچون ماروتور راماچاندران، کی آر ویجایا، کانچانا و ناگش ایفای نقش کرده‌اند.